# Gastrancistrus fulginas
Gastrancistrus fulginas är en stekelart som beskrevs av Walker 1839. Gastrancistrus fulginas ingår i släktet Gastrancistrus och familjen puppglanssteklar. Inga underarter finns listade i Catalogue of Life.